# Austrolimnophila distigma
Austrolimnophila distigma är en tvåvingeart som först beskrevs av Alexander 1920.  Austrolimnophila distigma ingår i släktet Austrolimnophila och familjen småharkrankar. Inga underarter finns listade i Catalogue of Life.